# TV JOJ
TV JOJ este o rețea de televiziune privată din Slovacia, fondată pe 2 martie 2002.